# Vlagyimir Alekszandrovics Romanov orosz nagyherceg
Vlagyimir Alekszandrovics orosz nagyherceg (oroszul: Великий князь Владимир Александрович Романов; Szentpétervár, 1847. április 10./22. – Szentpétervár, 1909. február 4./17.) orosz nagyherceg, a Művészeti Akadémia elnöke, az Államtanács tagja.

## Élete

### Családja és gyermekkora
Vlagyimir Alekszandrovics nagyherceg II. Sándor cár és Mária hesseni hercegnő negyedik gyermekeként, illetve harmadik fiaként látta meg a napvilágot 1847-ben. Két bátyja volt, Nyikolaj Alekszandrovics és Alekszandr Alekszandrovics. Az idősebbik fivér, Nyikolaj Alekszandrovics volt a trónörökös; Vlagyimir nagyherceg a trónöröklési sorrendben csak a harmadik helyet tudhatta magáénak Alekszandr Alekszandrovics, azaz „Szása” mögött. Ennek ellenére már ifjúkorában is uralkodói álmokat dédelgetett, amiket arra alapozott, hogy nagyapja, I. Miklós cár is a harmadik fiú volt, mégis trónra került.
Neveltetésére – bár nem hanyagolták el – a szülők nem fordítottak olyan nagy gondot, mint idősebb testvéreiére. A szülők számára Nyikolaj Alekszandrovics jelentette a legtöbbet; később Marija Alekszandrovna cárnénak élete végéig lelkiismeret-furdalása volt, amiért kisebb gyermekeivel nem törődött annyit, mint elsőszülött fiával.

### Házassága és gyermekei
Vlagyimir Alekszandrovics erősen németbarát érzéseket táplált, így nem meglepő, ha felesége is német területről származott. 1871-ben ismerkedett meg Mária Alexandrina mecklenburg–schwerini hercegnővel. Mária Alexandrina azonnal beleszeretett Vlagyimir Alekszandrovicsba, noha a nagyherceg nem mutatott érdeklődést a hercegnő iránt. Mária Alexandrina kitartónak bizonyult, és három év alatt sikerült meghódítania a nagyherceget.

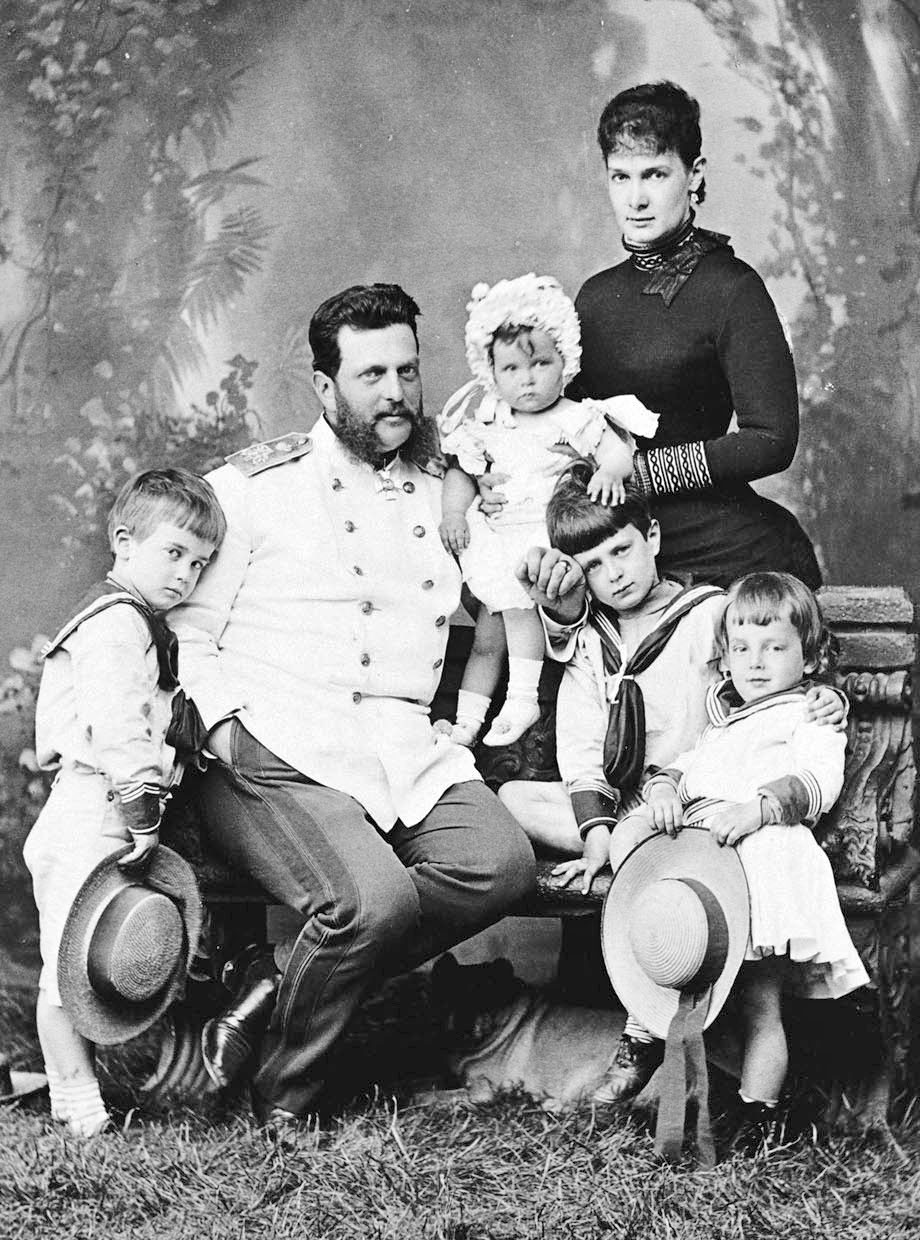
A „Vlagyimirovicsok” 1883-ban

Házasságkötésüket azonban akadályozta, hogy Mária Alexandrina hercegnő nem volt hajlandó áttérni az ortodox hitre, amit pedig minden majdani nagyhercegnétől megköveteltek. II. Sándor cár csak hosszas egyeztetések után adott engedélyt a párnak az egybekelésre. Az esküvői ceremóniát 1874. augusztus 28-án tartották Szentpétervárott. A korábban már áttért feleségek között ez nagy nemtetszést keltett, de az oroszok között „Marija Pavlovna” néven ismert Mária Alexandrina hamar beilleszkedett a családba.
Vlagyimir Alekszandrovics és Marija Pavlovna boldog házasságban élt. Öt gyermeküket a család összefoglaló néven „Vlagyimirovicsoknak” hívta:
- Alekszandr Vlagyimirovics nagyherceg (1875–1877), kisgyermekként elhalálozott
- Kirill Vlagyimirovics nagyherceg (1876–1938), 1924-től kezdve Oroszország névleges uralkodója
- Borisz Vlagyimirovics nagyherceg (1877–1943)
- Andrej Vlagyimirovics nagyherceg (1879–1956)
- Jelena Vlagyimirovna nagyhercegnő (1882–1957), házassága révén görög királyi hercegné.

### Trónöröklése

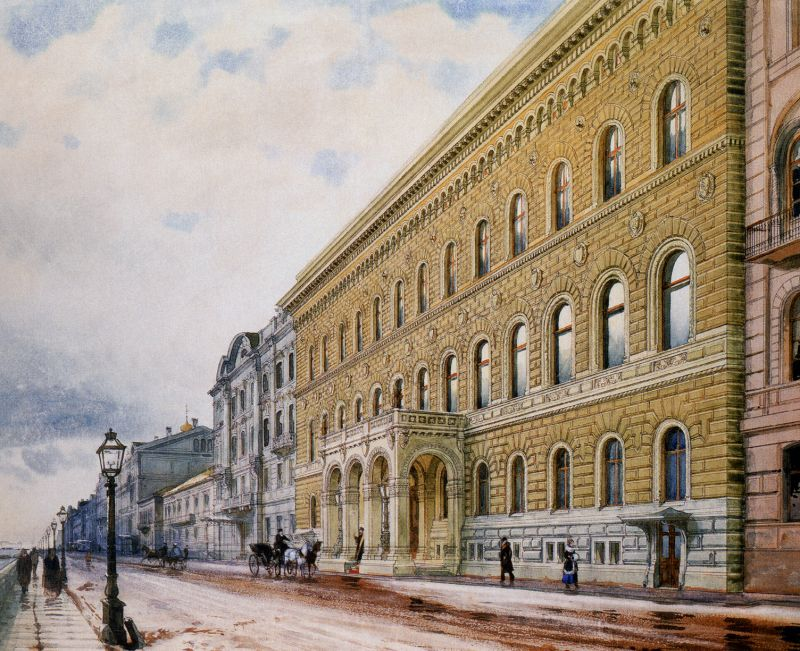
A Vlagyimirszkij-palota a Néva partján (Albert Benois)

A cárné egyik udvarhölgyének feljegyzései szerint Nyikolaj nagyherceg egyszer így beszélt öccséről a cárnénak: „… uralkodni fog, még a neve is azt jelenti »a világ ura« … Nagyapa is harmadik fiú volt, és mégis cár lett. Amikor én meghalok, akkor Szása lesz a cár. Amikor Szása is meghal, akkor Vlagyimiré lesz minden”. Vlagyimir Alekszandrovics egész ifjúkora ebben a szellemben telt el; és amikor 1865-ben feltehetően gümőkór következtében elhunyt Nyikolaj trónörökös, Vlagyimir nagyherceg közel került álmai beteljesüléséhez. Alekszandr Alekszandrovics, aki nem akart uralkodó lenni, le szeretett volna mondani trónigényéről, ám szülei rábeszélésére végül is nem tette.
Vlagyimir Alekszandrovics úgy érezte, bátyja megfosztotta őt az álmaitól, ez kihatott nemcsak a vele való viszonyára, de Alekszandr Alekszandrovics fia, II. Miklós cár és Vlagyimir nagyherceg kapcsolatára is. Sőt, Alekszandr Alekszandrovics felesége és Vlagyimir Alekszandrovics neje is rivalizáltak, minden szempontból fölül akarták múlni egymást.

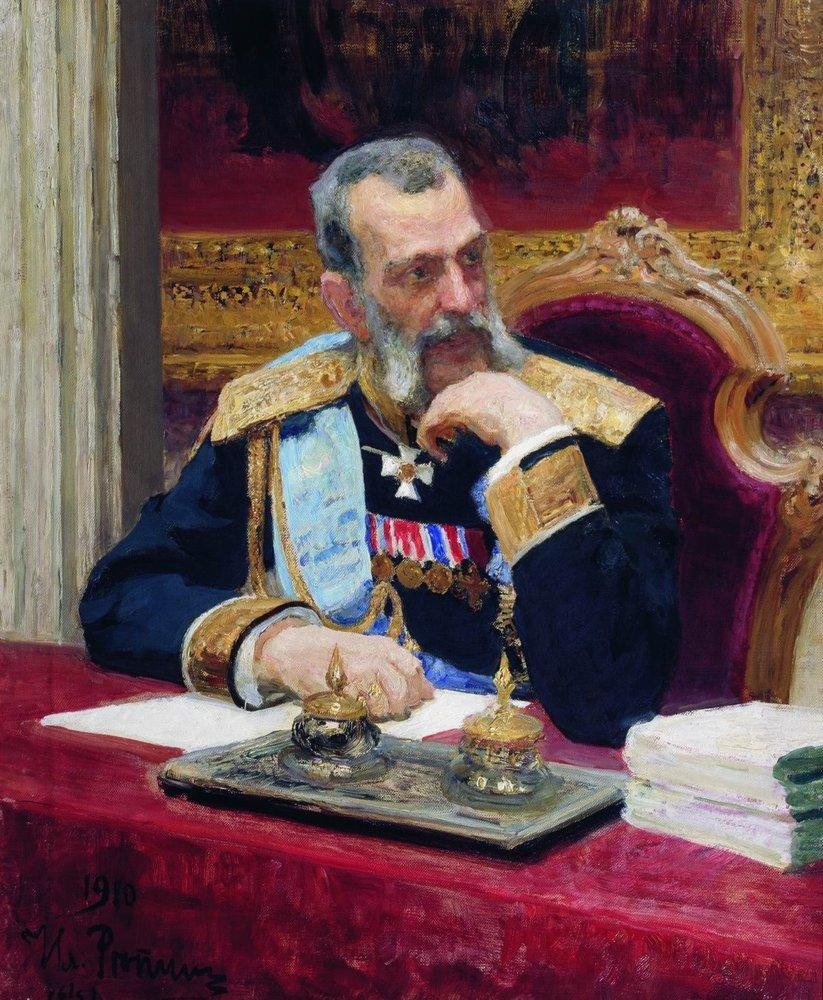
Vlagyimir Alekszandrovics nagyherceg az Államtanácsban (1903; Ilja Jefimovics Repin)

Bár Vlagyimir nagyherceg bátyja 1881-es trónra lépése után élesen bírálta bátyja politikáját, akárcsak később unokaöccséét is, III. Sándor cár Vlagyimir Alekszandrovicsot nevezte ki Szentpétervár katonai kormányzójának. Emellett a nagyherceg dolgozott az állami tanácsban is, és ő felügyelte a II. Sándor cár emlékére felállítandó templom építését. 1864-ben megrendelést adott egy szentpétervári palota felépítésére. A Vlagyimirszkij-palota névre keresztelt épület 1872-re készült el. Sárga külseje a firenzei reneszánsz paloták stílusát idézi, míg belseje gót, mór és rokokó vonásokat is tartalmaz. A palota nyújtott otthont a nagyherceg és családja számára, majd 1920-tól kezdve a Pétervári Tudósok Házának székhelyeként szolgál. 1876-ban Vlagyimir nagyherceg örökölte a Művészeti Akadémia elnöki székét nagynénjétől, Marija Nyikolajevna nagyhercegnőtől; tagja volt a Tudományos Akadémiának és az Államtanácsnak is.

### Halála
Vlagyimir nagyherceg és unokaöccse, II. Miklós cár kapcsolata a kezdetektől fogva zökkenőkkel tarkítva alakult. A nagyherceg II. Miklós 1894-es trónra lépését követően a fiatal cár egyik leghangosabb bírái közé tartozott, élesen kritizálta unokaöccse minden döntését; noha tanácsokkal igyekezett segíteni őt. A cár és nagybátyja között a szakadás 1905-ben következett be, amikor Vlagyimir Alekszandrovics fia, Kirill Vlagyimirovics nagyherceg cári hozzájárulás nélkül vette feleségül az elvált Viktória Melitta hesseni nagyhercegnét. Kirill Vlagyimirovicsot száműzték Oroszországból, Vlagyimir Alekszandrovics pedig elhidegült unokaöccsétől.
Vlagyimir Alekszandrovics nagyherceg 1909. február 17-én hunyt el hirtelen agyvérzés következtében. Felesége élete végéig gyászt viselt, és áttért az ortodox hitre. Kirill Vlagyimirovics végül visszatérhetett száműzetéséből; 1924-ben, francia emigrációban Oroszország névleges cárjának kiáltotta ki magát.